# Лейк-Ері-Біч (Нью-Йорк)
Лейк-Ері-Біч (англ. Lake Erie Beach) — переписна місцевість (CDP) в США, в окрузі Ері штату Нью-Йорк. Населення — 3467 осіб (2020).

## Географія
Лейк-Ері-Біч розташований за координатами 42°37′27″ пн. ш. 79°4′43″ зх. д. / 42.62417° пн. ш. 79.07861° зх. д. (42.624184, -79.078573).  За даними Бюро перепису населення США в 2010 році переписна місцевість мала площу 9,89 км², уся площа — суходіл.

## Демографія
Згідно з переписом 2010 року, у переписній місцевості мешкали 3872 особи в 1615 домогосподарствах у складі 1053 родин. Густота населення становила 391 особа/км².  Було 2123 помешкання (215/км²).
Расовий склад населення:
| - 96,4 % — білих - 1,2 % — корінних американців - 0,5 % — чорних або афроамериканців - 0,1 % — азіатів |

До двох чи більше рас належало 1,5 %. Частка іспаномовних становила 1,4 % від усіх жителів.
За віковим діапазоном населення розподілялося таким чином: 19,8 % — особи молодші 18 років, 67,4 % — особи у віці 18—64 років, 12,8 % — особи у віці 65 років та старші. Медіана віку мешканця становила 44,1 року. На 100 осіб жіночої статі у переписній місцевості припадало 98,3 чоловіків;  на 100 жінок у віці від 18 років та старших — 98,3 чоловіків також старших 18 років.
Середній дохід на одне домашнє господарство  становив 67 373 долари США (медіана — 60 129), а середній дохід на одну сім'ю — 81 556 доларів (медіана — 72 337). Медіана доходів становила 51 091 долар для чоловіків та 40 036 доларів для жінок. За межею бідності перебувало 8,8 % осіб, у тому числі 8,1 % дітей у віці до 18 років та 11,2 % осіб у віці 65 років та старших.
Цивільне працевлаштоване населення становило 2132 особи. Основні галузі зайнятості: освіта, охорона здоров'я та соціальна допомога — 27,9 %, виробництво — 17,4 %, роздрібна торгівля — 17,2 %.